# Smokrić
Smokrić is een plaats in de gemeente Lovinac in de Kroatische provincie Lika-Senj. De plaats telt 55 inwoners (2001).